# أبو غنيمة
قرية أبوغنيمة هي إحدى القرى التابعة لمركز سيدي سالم في محافظة كفر الشيخ في جمهورية مصر العربية. حسب إحصاءات سنة 2006، بلغ إجمالي السكان في أبوغنيمة 22069 نسمة، منهم 11034 رجل و11035 امرأة.